# Yves Yuvuladio
Yves Kitutele Yuvuladio (Kinshasa, 5 marzo 1978) è un ex calciatore della Repubblica Democratica del Congo, di ruolo difensore.

## Caratteristiche tecniche
Difensore centrale, poteva essere schierato anche come libero.

## Carriera

### Nazionale
Ha debuttato in Nazionale il 6 giugno 1999, in Kenya-RD del Congo (0-1). Ha messo a segno la sua prima rete con la maglia della Nazionale il 29 gennaio 2002, in RD del Congo-Costa d'Avorio (3-1), siglando la rete del momentaneo 1-0 al minuto 28. Ha partecipato, con la Nazionale, alla Coppa d'Africa 2000 e alla Coppa d'Africa 2002. Ha collezionato in totale, con la maglia della Nazionale, 13 presenze e una rete.

## Palmarès

### Club

#### Competizioni nazionali
- Campionato congolese di calcio (Repubblica Democratica del Congo): 1

Motema Pembe: 1999
- Campionato tunisino di calcio: 1

Espérance: 2003-2004